# زندگی پاریسی

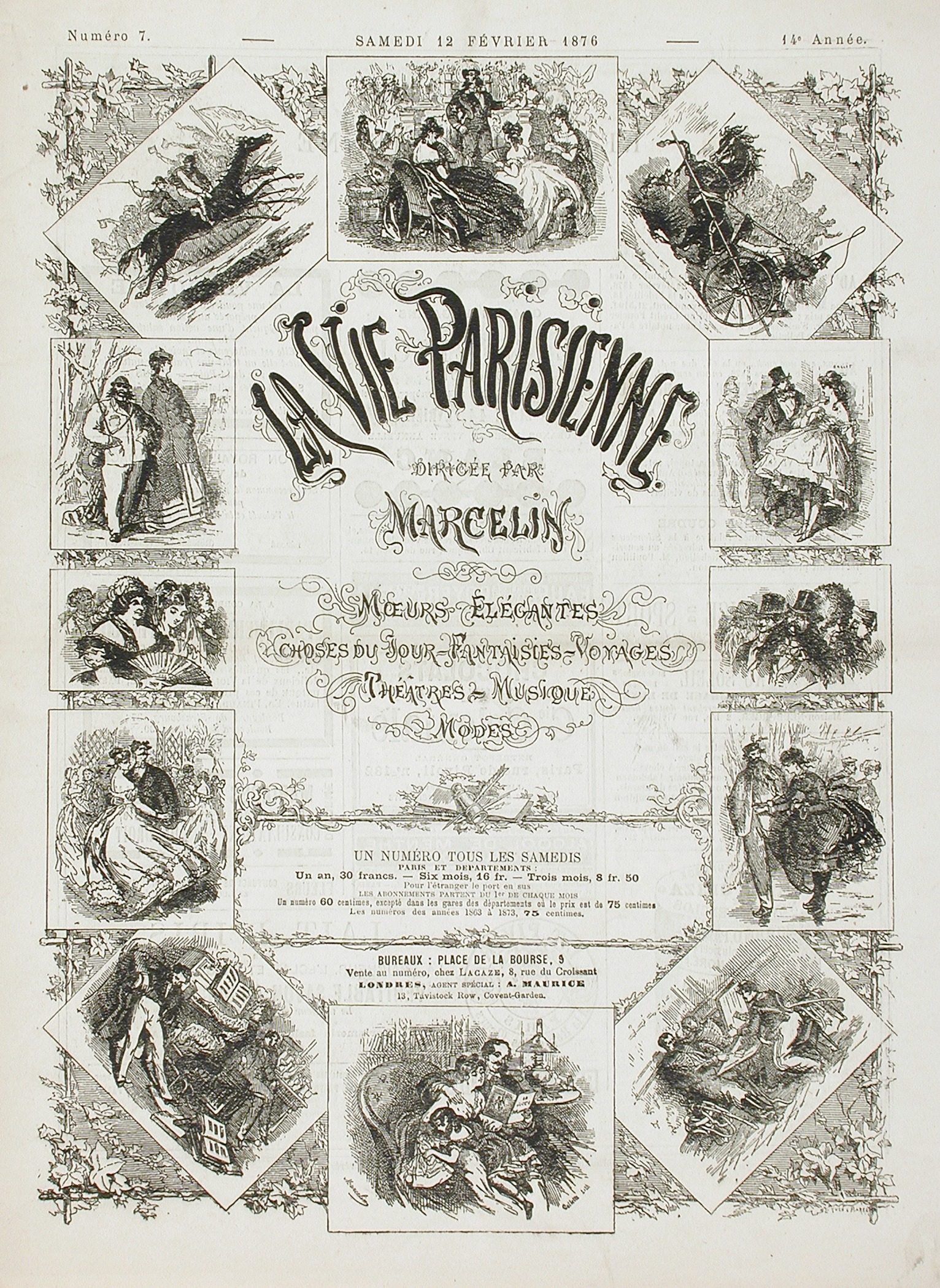
مجله زندگی پاریسی در سال ۱۸۷۶

زندگی پاریسی (La Vie Parisienne) یک مجله هفتگی فرانسوی بود که در سال ۱۸۶۳ در پاریس بنیان نهاده شد و  انتشارش بی وقفه تا سال ۱۹۷۰ ادامه داشت. این مجله در آغاز قرن بیستم محبوب بود. زندگی پاریسی در آغاز به رمان، ورزش، تئاتر، موسیقی و هنر می‌پرداخت. در سال ۱۹۰۵ مجله تغییر کرد و سردبیر جدید «شارل ساگلیو» قالب آن را تغییر داد تا برای خواننده مدرن مناسب باشد. کمی بعد، مجله به یک نشریه اِروتیک ملایم تبدیل شد. در خلال جنگ جهانی اول، ژنرال جان جی. پرشینگ شخصاً به سربازان آمریکایی در مورد خرید مجله هشدار داد که این امر باعث افزایش محبوبیت این مجله در ایالات متحده آمریکا شد.
زندگی پاریسی بسیار موفق بود زیرا ترکیب جدیدی از موضوع‌های گوناگون - داستان‌های کوتاه، شایعات پنهان و شوخی‌های مُد، همچنین نظرات در مورد مسائلی چون عشق و هنر و حتی بورس را با کاریکاتورهای زیبا و تصاویر رنگی تمام‌صفحه اثر هنرمندان برجستهٔ عصر ترکیب می‌کرد. علاوه بر این‌ها، این مجله علایق و ارزش‌های در حال تغییر مردم در آغاز قرن بیستم مانند مد و لهوولعب را منعکس می‌کرد.
آثار هنری زندگی پاریسی بازتاب‌دهندهٔ سبک‌سازی هنر نو و تصویرسازی آرت دکو بود و زیبایی‌شناسی عصر و همچنین ارزش‌ها معاصر را منعکس می‌کرد و این همراه با روشنفکری، شوخ‌طبعی و طنز مشارکت‌های مکتوب آن، ترکیبی بود که برای عموم مردم فرانسه مقاومت‌ناپذیر می‌نمود. برخی از مشارکت‌کنندگان یا نویسندگان برجسته این مجله کولت، سیبیل گابریل ریکتی دو میرابو و گردا وگنر بودند.
بزرگ‌ترین مجموعه آثار هنری مجله زندگی پاریسی در بریتانیا توسط کتابخانهٔ و موزهٔ تصویری «آرشیو تبلیغات» نگهداری می‌شود